# Paul O’Donovan
Paul O’Donovan (ur. 19 kwietnia 1994 r. w Skibbereen) – irlandzki wioślarz, srebrny medalista olimpijski z Rio de Janeiro, złoty medalista olimpijski z Tokio i Paryża, czterokrotny mistrz świata, mistrz Europy.

## Igrzyska olimpijskie
Na igrzyskach zadebiutował w 2016 roku w Rio de Janeiro, biorąc udział w rywalizacji dwójek wagi lekkiej wspólnie z bratem Garym. W finale zajęli drugie miejsce, przegrywając z Francuzami Pierre Houin i Jérémie Azou o 0,53 sekundy. Był to pierwszy w historii medal zdobyty przez reprezentację Irlandii w wioślarstwie.